# Carola Spatschil
Carola Spatschil (1970) è un'ex sciatrice alpina tedesca che gareggiò per la nazionale tedesca occidentale.

## Biografia
Sciatrice polivalente, la Spatschil debuttò in campo internazionale in occasione dei Mondiali juniores di Hemsedal/Sälen 1987, dove vinse la medaglia di bronzo nella combinata; nella successiva stagione 1987-1988 in Coppa Europa fu 2ª nella classifica di supergigante. Disputò anche i Mondiali juniores di Madonna di Campiglio 1988 e di Alyeska 1989 e ottenne gli ultimi risultati agonistici ancora in Coppa Europa nella stagione 1988-1990; non prese parte a rassegne olimpiche né ottenne piazzamenti in Coppa del Mondo o ai Campionati mondiali.

## Palmarès

### Mondiali juniores
- 1 medaglia:
  - 1 bronzo (combinata a Hemsedal/Sälen 1987)